# Гамлет (фильм, 1990)
«Гамлет» (англ. Hamlet) — художественный фильм режиссёра Франко Дзеффирелли, экранизация одноимённой трагедии Уильяма Шекспира.

## Сюжет
Принцу Гамлету является призрак недавно умершего отца. Подозревая, что отец умер насильственной смертью, принц ищет доказательства вины короля Клавдия. Терзаемого страшными догадками принца окружающие принимают за сумасшедшего. Между тем принц, разбираясь со своей жизнью, пытается найти ответ на высшие философские вопросы бытия.

## Художественные особенности
Фильм снят достаточно близко к тексту произведения, хотя от пьесы осталась примерно половина, а режиссёр и сценарист позволили себе некоторые вольности: в фильме есть сцены, которых нет в пьесе, например, то, как Гамлет будит своего отца. Для съёмок фильма Дзефирелли использовал старинный замок в северной Шотландии, расположенный на берегу моря.
Основное внимание критики обратили на противоречивую интерпретацию роли Гамлета Мелом Гибсоном. Актёр, которому легче иметь дело с современным материалом, с налётом присущего только ему сарказма, вольно обращается с шекспировскими текстами. Гибсону оказалось сложно передать оттенки такого многопланового персонажа, как Гамлет. Выбрав на главную роль исполнителя из «Безумного Макса», режиссёр, вероятно, ещё раз хотел привлечь внимание публики к классике.

## В ролях
- Мел Гибсон — Гамлет
- Гленн Клоуз — Гертруда
- Алан Бейтс — Клавдий
- Хелена Бонэм Картер — Офелия
- Пол Скофилд — Призрак отца Гамлета
- Иэн Холм — Полоний
- Натаниель Паркер — Лаэрт
- Стивен Диллейн — Горацио
- Шон Мюррей — Гильденстерн
- Майкл Малони — Розенкранц
- Пит Постлетуэйт — актёр, играющий короля

## Премии и награды
- 1991 — Премия Давид ди Донателло
  - Лучший фильм на иностранном языке
- 1992 — номинация на премию BAFTA
  - Лучший актёр второго плана
- 1991 — номинация на премию Оскар
  - лучшая работа художника-постановщика
  - лучший дизайн костюмов